# Bogo Jan
Bogomir »Bogo« Jan, slovenski hokejist, * 20. februar 1944, Jesenice, † 10. marec 2018, Radovljica.
Jan je bil dolgoletni član kluba HK Acroni Jesenice, večji del kariere je igral na položaju krilnega napadalca, ob koncu kariere pa branilca. Za jugoslovansko reprezentanco je nastopil na olimpijskih igrah 1964 v Innsbrucku, 1968 v Grenoblu in 1972 v Saporu ter petnajstih svetovnih prvenstvih. Eden vrhuncev njegove kariere je bil gol na olimpijskem turnirju leta 1968, ki ga je dosegel proti kanadski reprezentanci ob porazu z 1:11. Skupno je med letoma 1961 in 1975 odigral 159 reprezentančnih tekem, na katerih je dosegel 41 golov in 38 podaj.
Tudi njegova brata Ivo Jan starejši in Milan Jan sta bila hokejista, kot tudi nečak Ivo Jan.